# Дзьойо

Джьойо́ (яп. 城陽市, じょうようし, МФА: [d͡ʑoːjoː ɕi]?) — місто в Японії, в префектурі Кіото.     Отримало статус міста 1972 року. Площа становить 32,74 км². Станом на 1 жовтня 2017 року населення складало 75 736  осіб, густота населення — 2310 осіб/км².   Традиційні ремесла — виготовлення японського порошкового чаю.  

## Історія
Джьойо отримало статус міста 3 травня 1972 року.